# 보라도서관
보라도서관은 경기도 용인시 기흥구 보라동 소재의 시립 도서관이다.

## 연혁
- 2010.05.10. 보라도서관 착공
- 2012.04.30. 보라도서관 준공
- 2012.07.18. 보라도서관 개관

## 시설현황
- 2층: 종합자료실, 디지털자료실
- 1층: 어린이자료실, 열람실, 휴게실
- 지하1층: 시청각실

## 이용 안내
이용 시간
- 열람실: 평일 및 주말 07:00~24:00 / 공휴일 09:00~18:00
- 종합자료실: 평일 09:00~22:00 / 주말 09:00~17:00
- 어린이자료실: 평일 09:00~18:00 / 주말 09:00~17:00
- 디지털자료실: 평일 09:00~18:00 / 주말 09:00~17:00

휴관일
- 매월 두 번째, 네 번째 월요일: 시설 전체 휴관
- 명절(신정, 설연휴, 추석연휴): 시설 전체 휴관
- 법정공휴일: 열람실만 개방(09:00~18:00) (단, 일요일은 열람실 및 자료실 운영)
- 임시휴관일: 도서관의 특별한 사정으로 인한 휴관